# どんなもんだショー
『どんなもんだショー』は、1966年4月27日から1967年7月12日までNET（現・テレビ朝日）系列局で放送されていた毎日放送製作のバラエティ番組である。放送時間は毎週水曜 19:00 - 19:30 （日本標準時）。

## 概要
芸能人や野球選手などが5人1組の紅白2チームに分かれ、かくし芸の披露や趣向を凝らした珍ゲームなどで競いあっていた公開番組である。陪審員（審査員）たちは彼らの芸に対し、アイデアや個性を重視した採点を行っていた。
前期にはプリマハムの一社提供で放送されていた。その当時は『プリマどんなもんだショー』が番組の正式名称となっていたが、後期にスポンサーがトクホン本舗（鈴木日本堂＝現・トクホン）に変わると、番組もそれに合わせて『トクホンどんなもんだショー』と改題した。

## 出演者

### 司会
- 前期：石川進
- 前期：久里千春
- 後期：鈴木やすし（後の鈴木ヤスシ）
- 後期：東山明美

### 陪審員
- 榎本健一
- 安部寧
- 保積ペペ
- このほか、毎回1人のゲストが陪審員を務めていた。

### アシスタント
- キューティ・Q

### マスコット
- 七粒シスターズ